# Liste des planètes mineures (678001-679000)
Voici la liste des planètes mineures numérotées de 678001 à 679000. Les planètes mineures sont numérotées lorsque leur orbite est confirmée, ce qui peut parfois se produire longtemps après leur découverte. Elles sont classées ici par leur numéro.

## Planètes mineures 678001 à 679000
- (678001) 2017 FH94
- (678002) 2017 FO94
- (678003) 2017 FM95
- (678004) 2017 FC96
- (678005) 2017 FU96
- (678006) 2017 FG98
- (678007) 2017 FL98
- (678008) 2017 FB100
- (678009) 2017 FX100
- (678010) 2017 FE101
- (678011) 2017 FE103
- (678012) 2017 FK106
- (678013) 2017 FH107
- (678014) 2017 FC110
- (678015) 2017 FG111
- (678016) 2017 FH113
- (678017) 2017 FU117
- (678018) 2017 FA121
- (678019) 2017 FV121
- (678020) 2017 FW121
- (678021) 2017 FZ124
- (678022) 2017 FC125
- (678023) 2017 FD125
- (678024) 2017 FL125
- (678025) 2017 FV125
- (678026) 2017 FD126
- (678027) 2017 FH126
- (678028) 2017 FB127
- (678029) 2017 FR129
- (678030) 2017 FU129
- (678031) 2017 FP130
- (678032) 2017 FQ130
- (678033) 2017 FR130
- (678034) 2017 FF132
- (678035) 2017 FA133
- (678036) 2017 FE133
- (678037) 2017 FL133
- (678038) 2017 FO133
- (678039) 2017 FR134
- (678040) 2017 FH136
- (678041) 2017 FK136
- (678042) 2017 FM136
- (678043) 2017 FS136
- (678044) 2017 FZ137
- (678045) 2017 FB138
- (678046) 2017 FE138
- (678047) 2017 FN138
- (678048) 2017 FM139
- (678049) 2017 FN139
- (678050) 2017 FV139
- (678051) 2017 FN142
- (678052) 2017 FX144
- (678053) 2017 FZ144
- (678054) 2017 FV149
- (678055) 2017 FR153
- (678056) 2017 FK155
- (678057) 2017 FL156
- (678058) 2017 FH157
- (678059) 2017 FB158
- (678060) 2017 FP159
- (678061) 2017 FC160
- (678062) 2017 FR161
- (678063) 2017 FD164
- (678064) 2017 FK164
- (678065) 2017 FC166
- (678066) 2017 FE171
- (678067) 2017 FO188
- (678068) 2017 FX193
- (678069) 2017 FK198
- (678070) 2017 GO
- (678071) 2017 GR2
- (678072) 2017 GO3
- (678073) 2017 GK5
- (678074) 2017 GO8
- (678075) 2017 GQ8
- (678076) 2017 GC13
- (678077) 2017 GD14
- (678078) 2017 GS14
- (678079) 2017 GQ17
- (678080) 2017 HD1
- (678081) 2017 HD2
- (678082) 2017 HM5
- (678083) 2017 HD6
- (678084) 2017 HW6
- (678085) 2017 HY6
- (678086) 2017 HC8
- (678087) 2017 HK9
- (678088) 2017 HE10
- (678089) 2017 HN10
- (678090) 2017 HR13
- (678091) 2017 HM14
- (678092) 2017 HW16
- (678093) 2017 HM17
- (678094) 2017 HZ17
- (678095) 2017 HD21
- (678096) 2017 HG21
- (678097) 2017 HS22
- (678098) 2017 HA25
- (678099) 2017 HZ31
- (678100) 2017 HF32
- (678101) 2017 HC33
- (678102) 2017 HE33
- (678103) 2017 HX33
- (678104) 2017 HC36
- (678105) 2017 HN37
- (678106) 2017 HD40
- (678107) 2017 HW49
- (678108) 2017 HE56
- (678109) 2017 HB63
- (678110) 2017 HK63
- (678111) 2017 HO63
- (678112) 2017 HJ67
- (678113) 2017 HU75
- (678114) 2017 JN
- (678115) 2017 JT3
- (678116) 2017 JF7
- (678117) 2017 JL10
- (678118) 2017 KS1
- (678119) 2017 KB2
- (678120) 2017 KM2
- (678121) 2017 KZ5
- (678122) 2017 KD7
- (678123) 2017 KP9
- (678124) 2017 KW12
- (678125) 2017 KY12
- (678126) 2017 KC13
- (678127) 2017 KU15
- (678128) 2017 KQ19
- (678129) 2017 KM20
- (678130) 2017 KQ22
- (678131) 2017 KX24
- (678132) 2017 KA29
- (678133) 2017 KR29
- (678134) 2017 KX31
- (678135) 2017 KM33
- (678136) 2017 KF34
- (678137) 2017 KG34
- (678138) 2017 KZ35
- (678139) 2017 KG36
- (678140) 2017 KE41
- (678141) 2017 KZ42
- (678142) 2017 KE44
- (678143) 2017 LY1
- (678144) 2017 LE2
- (678145) 2017 LZ2
- (678146) 2017 LE3
- (678147) 2017 ML1
- (678148) 2017 MT3
- (678149) 2017 ML9
- (678150) 2017 MP11
- (678151) 2017 ME15
- (678152) 2017 MP16
- (678153) 2017 MC18
- (678154) 2017 MA20
- (678155) 2017 MY20
- (678156) 2017 MA32
- (678157) 2017 MT32
- (678158) 2017 NJ
- (678159) 2017 NZ
- (678160) 2017 NO1
- (678161) 2017 NY4
- (678162) 2017 NT7
- (678163) 2017 NW11
- (678164) 2017 NB12
- (678165) 2017 NZ12
- (678166) 2017 NQ18
- (678167) 2017 OA3
- (678168) 2017 OE4
- (678169) 2017 OH6
- (678170) 2017 ON8
- (678171) 2017 OJ9
- (678172) 2017 ON9
- (678173) 2017 OA12
- (678174) 2017 OO12
- (678175) 2017 OD17
- (678176) 2017 OG17
- (678177) 2017 OY19
- (678178) 2017 OY28
- (678179) 2017 OG30
- (678180) 2017 OL31
- (678181) 2017 OD35
- (678182) 2017 OQ43
- (678183) 2017 OC49
- (678184) 2017 OQ49
- (678185) 2017 OU51
- (678186) 2017 OW57
- (678187) 2017 OG59
- (678188) 2017 OR60
- (678189) 2017 OV60
- (678190) 2017 OW62
- (678191) 2017 OF69
- (678192) 2017 OQ69
- (678193) 2017 OB70
- (678194) 2017 OK70
- (678195) 2017 OR72
- (678196) 2017 OW84
- (678197) 2017 OZ84
- (678198) Jeanmariferenbac
- (678199) 2017 OO88
- (678200) 2017 OL89
- (678201) 2017 OX89
- (678202) 2017 OK92
- (678203) 2017 OP92
- (678204) 2017 OS92
- (678205) 2017 OL96
- (678206) 2017 OP104
- (678207) 2017 OW106
- (678208) 2017 OK114
- (678209) 2017 OX119
- (678210) 2017 ON122
- (678211) 2017 OZ122
- (678212) 2017 OG126
- (678213) 2017 OV166
- (678214) 2017 PB4
- (678215) 2017 PV5
- (678216) 2017 PN11
- (678217) 2017 PO12
- (678218) 2017 PY12
- (678219) 2017 PS13
- (678220) 2017 PC16
- (678221) 2017 PH17
- (678222) 2017 PX20
- (678223) 2017 PB22
- (678224) 2017 PO25
- (678225) 2017 PT26
- (678226) 2017 PN27
- (678227) 2017 PR29
- (678228) 2017 PK30
- (678229) 2017 PK31
- (678230) 2017 PL33
- (678231) 2017 PA34
- (678232) 2017 PB41
- (678233) 2017 PD41
- (678234) 2017 PR41
- (678235) 2017 PE42
- (678236) 2017 PL42
- (678237) 2017 PX42
- (678238) 2017 PB43
- (678239) 2017 PQ43
- (678240) 2017 PU43
- (678241) 2017 PJ45
- (678242) 2017 PK45
- (678243) 2017 PO48
- (678244) 2017 PU48
- (678245) 2017 PE49
- (678246) 2017 PS53
- (678247) 2017 PT53
- (678248) 2017 PH54
- (678249) 2017 PU54
- (678250) 2017 PY54
- (678251) 2017 PC55
- (678252) 2017 PA59
- (678253) 2017 PV63
- (678254) 2017 PY65
- (678255) 2017 PN76
- (678256) 2017 QE
- (678257) 2017 QE4
- (678258) 2017 QQ5
- (678259) 2017 QR8
- (678260) 2017 QR9
- (678261) 2017 QO12
- (678262) 2017 QZ14
- (678263) 2017 QP17
- (678264) 2017 QJ19
- (678265) 2017 QP19
- (678266) 2017 QB21
- (678267) 2017 QM24
- (678268) 2017 QN37
- (678269) 2017 QC39
- (678270) 2017 QP39
- (678271) 2017 QU40
- (678272) 2017 QF42
- (678273) 2017 QT46
- (678274) 2017 QX46
- (678275) 2017 QL48
- (678276) 2017 QV50
- (678277) 2017 QU51
- (678278) 2017 QO52
- (678279) 2017 QR52
- (678280) 2017 QL53
- (678281) 2017 QM53
- (678282) 2017 QQ53
- (678283) 2017 QP54
- (678284) 2017 QT54
- (678285) 2017 QD56
- (678286) 2017 QL56
- (678287) 2017 QW60
- (678288) 2017 QR63
- (678289) 2017 QO64
- (678290) 2017 QZ64
- (678291) 2017 QE65
- (678292) 2017 QG65
- (678293) 2017 QP66
- (678294) 2017 QT67
- (678295) 2017 QE69
- (678296) 2017 QH71
- (678297) 2017 QC79
- (678298) 2017 QX85
- (678299) 2017 QF92
- (678300) Herbertcouriol
- (678301) 2017 QC93
- (678302) 2017 QD96
- (678303) 2017 QO97
- (678304) 2017 QZ102
- (678305) 2017 QS103
- (678306) 2017 QA113
- (678307) 2017 QC118
- (678308) 2017 QZ121
- (678309) 2017 QB124
- (678310) 2017 QX126
- (678311) 2017 QZ143
- (678312) 2017 QS158
- (678313) 2017 RJ
- (678314) 2017 RQ
- (678315) 2017 RA1
- (678316) 2017 RB1
- (678317) 2017 RH1
- (678318) 2017 RE8
- (678319) 2017 RN9
- (678320) 2017 RB13
- (678321) 2017 RJ17
- (678322) 2017 RK18
- (678323) 2017 RN19
- (678324) 2017 RM20
- (678325) 2017 RR20
- (678326) 2017 RG21
- (678327) 2017 RR21
- (678328) 2017 RU21
- (678329) 2017 RE24
- (678330) 2017 RF24
- (678331) 2017 RO24
- (678332) 2017 RJ26
- (678333) 2017 RE28
- (678334) 2017 RX29
- (678335) 2017 RE31
- (678336) 2017 RD32
- (678337) 2017 RG33
- (678338) 2017 RB38
- (678339) 2017 RV38
- (678340) 2017 RT41
- (678341) 2017 RR44
- (678342) 2017 RU44
- (678343) 2017 RW44
- (678344) 2017 RA45
- (678345) 2017 RW48
- (678346) 2017 RT49
- (678347) 2017 RB53
- (678348) 2017 RS53
- (678349) 2017 RW55
- (678350) 2017 RE56
- (678351) 2017 RP56
- (678352) 2017 RW56
- (678353) 2017 RZ59
- (678354) 2017 RB61
- (678355) 2017 RD62
- (678356) 2017 RR64
- (678357) 2017 RW66
- (678358) 2017 RD67
- (678359) 2017 RG67
- (678360) 2017 RL67
- (678361) 2017 RQ68
- (678362) 2017 RT69
- (678363) 2017 RN72
- (678364) 2017 RK73
- (678365) 2017 RS74
- (678366) 2017 RP77
- (678367) 2017 RL78
- (678368) 2017 RM79
- (678369) 2017 RH82
- (678370) 2017 RF83
- (678371) 2017 RS85
- (678372) 2017 RX87
- (678373) 2017 RZ88
- (678374) 2017 RD91
- (678375) 2017 RS92
- (678376) 2017 RK93
- (678377) 2017 RN93
- (678378) 2017 RX93
- (678379) 2017 RB95
- (678380) 2017 RP97
- (678381) 2017 RV100
- (678382) 2017 RK101
- (678383) 2017 RP103
- (678384) 2017 RD104
- (678385) 2017 RJ106
- (678386) 2017 RW106
- (678387) 2017 RH107
- (678388) 2017 RC111
- (678389) 2017 RY111
- (678390) 2017 RU112
- (678391) 2017 RH119
- (678392) 2017 RQ120
- (678393) 2017 RS120
- (678394) 2017 RW120
- (678395) 2017 RH121
- (678396) 2017 RL121
- (678397) 2017 RN121
- (678398) 2017 RC123
- (678399) 2017 RH123
- (678400) 2017 RY123
- (678401) 2017 RP124
- (678402) 2017 RW124
- (678403) 2017 RL132
- (678404) 2017 RM134
- (678405) 2017 RM139
- (678406) 2017 RX145
- (678407) 2017 SA4
- (678408) 2017 SE7
- (678409) 2017 SU9
- (678410) 2017 SA16
- (678411) 2017 SC19
- (678412) 2017 SD19
- (678413) 2017 SV20
- (678414) 2017 SR21
- (678415) 2017 SY23
- (678416) 2017 SC26
- (678417) 2017 SQ28
- (678418) 2017 SP29
- (678419) 2017 SQ29
- (678420) 2017 ST29
- (678421) 2017 SC30
- (678422) 2017 SM30
- (678423) 2017 SB31
- (678424) 2017 SN32
- (678425) 2017 SX33
- (678426) 2017 SM36
- (678427) 2017 SW39
- (678428) 2017 SE41
- (678429) 2017 SX41
- (678430) 2017 SY41
- (678431) 2017 SE42
- (678432) 2017 SS42
- (678433) 2017 SF46
- (678434) 2017 SX46
- (678435) 2017 SH48
- (678436) 2017 SP48
- (678437) 2017 SZ49
- (678438) 2017 SH50
- (678439) 2017 SY50
- (678440) 2017 SM54
- (678441) 2017 SK56
- (678442) 2017 SY56
- (678443) 2017 SN59
- (678444) 2017 SL60
- (678445) 2017 SV61
- (678446) 2017 SO62
- (678447) 2017 SG65
- (678448) 2017 SN65
- (678449) 2017 SQ65
- (678450) 2017 SW69
- (678451) 2017 SQ73
- (678452) 2017 SH75
- (678453) 2017 SS75
- (678454) 2017 SX75
- (678455) 2017 SP78
- (678456) 2017 SW80
- (678457) 2017 SG81
- (678458) 2017 SO81
- (678459) 2017 SC82
- (678460) 2017 SY84
- (678461) 2017 SL85
- (678462) 2017 SW87
- (678463) 2017 SB92
- (678464) 2017 SE93
- (678465) 2017 SL93
- (678466) 2017 SP95
- (678467) 2017 SF101
- (678468) 2017 SO101
- (678469) 2017 SQ101
- (678470) 2017 SJ102
- (678471) Piermichelbergé
- (678472) 2017 SE103
- (678473) 2017 SC104
- (678474) 2017 SZ105
- (678475) 2017 SA106
- (678476) 2017 SG108
- (678477) 2017 ST111
- (678478) 2017 SX115
- (678479) 2017 SD116
- (678480) 2017 SM116
- (678481) 2017 SC117
- (678482) 2017 SO125
- (678483) 2017 SQ126
- (678484) 2017 SV126
- (678485) 2017 SW129
- (678486) 2017 SN130
- (678487) 2017 SN131
- (678488) 2017 SB132
- (678489) 2017 SS132
- (678490) 2017 SU132
- (678491) 2017 SB133
- (678492) 2017 SH133
- (678493) 2017 SJ135
- (678494) 2017 SW135
- (678495) 2017 SD136
- (678496) 2017 SJ136
- (678497) 2017 SQ136
- (678498) 2017 SW136
- (678499) 2017 SE137
- (678500) 2017 SW137
- (678501) 2017 SU139
- (678502) 2017 SF140
- (678503) 2017 ST141
- (678504) 2017 SZ141
- (678505) 2017 SQ143
- (678506) 2017 SB144
- (678507) 2017 SX149
- (678508) 2017 SS151
- (678509) 2017 SF153
- (678510) 2017 SF154
- (678511) 2017 SF155
- (678512) 2017 ST158
- (678513) 2017 SB183
- (678514) 2017 SK186
- (678515) 2017 SM188
- (678516) 2017 SF189
- (678517) 2017 SH189
- (678518) 2017 SO189
- (678519) 2017 SU189
- (678520) 2017 SY192
- (678521) 2017 SR195
- (678522) 2017 SR196
- (678523) 2017 SC198
- (678524) 2017 SE198
- (678525) 2017 SX198
- (678526) 2017 SY198
- (678527) 2017 SC199
- (678528) 2017 SF199
- (678529) 2017 SV199
- (678530) 2017 SH200
- (678531) 2017 SM201
- (678532) 2017 SN201
- (678533) 2017 SJ202
- (678534) 2017 SC203
- (678535) 2017 SG203
- (678536) 2017 SS203
- (678537) 2017 SL204
- (678538) 2017 SM204
- (678539) 2017 SB206
- (678540) 2017 SM207
- (678541) 2017 SA208
- (678542) 2017 SK208
- (678543) 2017 SL208
- (678544) 2017 SG209
- (678545) 2017 SF210
- (678546) 2017 SP210
- (678547) 2017 SU210
- (678548) 2017 SV210
- (678549) 2017 SX210
- (678550) 2017 SD211
- (678551) 2017 SB213
- (678552) 2017 SO223
- (678553) 2017 SB227
- (678554) 2017 SW227
- (678555) 2017 SA233
- (678556) 2017 SE244
- (678557) 2017 ST246
- (678558) 2017 SR247
- (678559) 2017 SZ247
- (678560) 2017 SR260
- (678561) 2017 TD2
- (678562) 2017 TA3
- (678563) 2017 TO3
- (678564) 2017 TM5
- (678565) 2017 TZ7
- (678566) 2017 TY8
- (678567) 2017 TR10
- (678568) 2017 TM11
- (678569) 2017 TO11
- (678570) 2017 TB14
- (678571) 2017 TK14
- (678572) 2017 TM14
- (678573) 2017 TV14
- (678574) 2017 TZ15
- (678575) 2017 TU16
- (678576) 2017 TU18
- (678577) 2017 TK21
- (678578) 2017 TG22
- (678579) 2017 TG23
- (678580) 2017 TO23
- (678581) 2017 TD25
- (678582) 2017 TE25
- (678583) 2017 TN26
- (678584) 2017 TS27
- (678585) 2017 TD28
- (678586) 2017 TN29
- (678587) 2017 TQ37
- (678588) 2017 UM
- (678589) 2017 UM3
- (678590) 2017 UE4
- (678591) 2017 UU8
- (678592) 2017 UO10
- (678593) 2017 UM12
- (678594) 2017 US13
- (678595) 2017 UD15
- (678596) 2017 UL15
- (678597) 2017 UE17
- (678598) 2017 UR18
- (678599) 2017 UE20
- (678600) 2017 UQ21
- (678601) 2017 UT23
- (678602) 2017 UZ24
- (678603) 2017 UF29
- (678604) 2017 UU30
- (678605) 2017 UC32
- (678606) 2017 UK34
- (678607) 2017 UX34
- (678608) 2017 UN35
- (678609) 2017 UY35
- (678610) 2017 UK37
- (678611) 2017 UD39
- (678612) 2017 UL41
- (678613) 2017 UN41
- (678614) 2017 UT49
- (678615) 2017 UV52
- (678616) 2017 UW52
- (678617) 2017 UH53
- (678618) 2017 UN53
- (678619) 2017 UF54
- (678620) 2017 UP54
- (678621) 2017 UU54
- (678622) 2017 UX54
- (678623) 2017 UA55
- (678624) 2017 UJ55
- (678625) 2017 UX55
- (678626) 2017 UC56
- (678627) 2017 US56
- (678628) 2017 UX56
- (678629) 2017 UK59
- (678630) 2017 UT59
- (678631) 2017 UW59
- (678632) 2017 UX59
- (678633) 2017 UG60
- (678634) 2017 UW61
- (678635) 2017 UD62
- (678636) 2017 UK63
- (678637) 2017 UL63
- (678638) 2017 UZ63
- (678639) 2017 UD66
- (678640) 2017 UQ67
- (678641) 2017 UP68
- (678642) 2017 UO70
- (678643) 2017 UT70
- (678644) 2017 UN72
- (678645) 2017 UF78
- (678646) 2017 UG79
- (678647) 2017 UM82
- (678648) 2017 UW84
- (678649) 2017 UR85
- (678650) 2017 UF87
- (678651) 2017 UW88
- (678652) 2017 UA91
- (678653) 2017 UD93
- (678654) 2017 UG93
- (678655) 2017 UM93
- (678656) 2017 UV93
- (678657) 2017 UY93
- (678658) 2017 UD94
- (678659) 2017 US94
- (678660) 2017 UA95
- (678661) 2017 UC95
- (678662) 2017 UH95
- (678663) 2017 UP95
- (678664) 2017 UU95
- (678665) 2017 UW95
- (678666) 2017 UP96
- (678667) 2017 US96
- (678668) 2017 UO97
- (678669) 2017 UU97
- (678670) 2017 UV97
- (678671) 2017 UM98
- (678672) 2017 UN98
- (678673) 2017 UR98
- (678674) 2017 UT98
- (678675) 2017 UB99
- (678676) Liepāja
- (678677) 2017 UT102
- (678678) 2017 UZ102
- (678679) 2017 UY103
- (678680) 2017 UG104
- (678681) 2017 UW104
- (678682) 2017 UQ105
- (678683) 2017 UU105
- (678684) 2017 UV105
- (678685) 2017 US107
- (678686) 2017 UA108
- (678687) 2017 US108
- (678688) 2017 UQ109
- (678689) 2017 US109
- (678690) 2017 UX110
- (678691) 2017 UY110
- (678692) 2017 UF111
- (678693) 2017 UU113
- (678694) 2017 UW113
- (678695) 2017 UG118
- (678696) 2017 UE130
- (678697) 2017 UK136
- (678698) 2017 UJ138
- (678699) 2017 UY146
- (678700) 2017 UE157
- (678701) 2017 US161
- (678702) 2017 UX169
- (678703) 2017 UK175
- (678704) 2017 UA198
- (678705) 2017 VC1
- (678706) 2017 VN1
- (678707) 2017 VD3
- (678708) 2017 VM3
- (678709) 2017 VR3
- (678710) 2017 VC4
- (678711) 2017 VK4
- (678712) 2017 VE5
- (678713) 2017 VD9
- (678714) 2017 VJ14
- (678715) 2017 VV14
- (678716) 2017 VQ17
- (678717) 2017 VZ17
- (678718) 2017 VS18
- (678719) 2017 VU18
- (678720) 2017 VF19
- (678721) 2017 VM19
- (678722) 2017 VH20
- (678723) 2017 VG21
- (678724) 2017 VB22
- (678725) 2017 VO22
- (678726) 2017 VK25
- (678727) 2017 VG26
- (678728) 2017 VM26
- (678729) 2017 VQ26
- (678730) 2017 VF27
- (678731) 2017 VD28
- (678732) 2017 VF28
- (678733) 2017 VA29
- (678734) 2017 VP29
- (678735) 2017 VV29
- (678736) 2017 VB30
- (678737) 2017 VZ31
- (678738) 2017 VP32
- (678739) 2017 VW32
- (678740) 2017 VH33
- (678741) 2017 VO33
- (678742) 2017 VQ33
- (678743) 2017 VZ33
- (678744) 2017 VX34
- (678745) 2017 VC35
- (678746) 2017 VM37
- (678747) 2017 VN39
- (678748) 2017 VD40
- (678749) 2017 VR41
- (678750) 2017 VW41
- (678751) 2017 VO42
- (678752) 2017 VS42
- (678753) 2017 VH43
- (678754) 2017 VA44
- (678755) 2017 VT50
- (678756) 2017 VF52
- (678757) 2017 WG
- (678758) 2017 WC1
- (678759) 2017 WF3
- (678760) 2017 WJ4
- (678761) 2017 WK4
- (678762) 2017 WL5
- (678763) 2017 WP6
- (678764) 2017 WC7
- (678765) 2017 WV8
- (678766) 2017 WM11
- (678767) 2017 WS11
- (678768) 2017 WN12
- (678769) 2017 WP14
- (678770) 2017 WZ15
- (678771) 2017 WY16
- (678772) 2017 WT17
- (678773) 2017 WS19
- (678774) 2017 WB22
- (678775) 2017 WW22
- (678776) 2017 WU24
- (678777) 2017 WR25
- (678778) 2017 WU25
- (678779) 2017 WX25
- (678780) 2017 WX26
- (678781) 2017 WR29
- (678782) 2017 WT30
- (678783) 2017 WD31
- (678784) 2017 WJ32
- (678785) 2017 WS32
- (678786) 2017 WW33
- (678787) 2017 WD34
- (678788) 2017 WG35
- (678789) 2017 WC38
- (678790) 2017 WZ39
- (678791) 2017 WF42
- (678792) 2017 WM44
- (678793) 2017 WQ44
- (678794) 2017 WU44
- (678795) 2017 WX44
- (678796) 2017 WA46
- (678797) 2017 WT46
- (678798) 2017 WY47
- (678799) 2017 WB48
- (678800) Juška
- (678801) 2017 WX61
- (678802) 2017 WG64
- (678803) 2017 WH64
- (678804) 2017 WT76
- (678805) 2017 XG3
- (678806) 2017 XH4
- (678807) 2017 XC7
- (678808) 2017 XL7
- (678809) 2017 XP9
- (678810) 2017 XX12
- (678811) 2017 XO13
- (678812) 2017 XH14
- (678813) 2017 XD17
- (678814) 2017 XP17
- (678815) 2017 XT17
- (678816) 2017 XJ19
- (678817) 2017 XM24
- (678818) 2017 XR27
- (678819) 2017 XX27
- (678820) 2017 XH28
- (678821) 2017 XR29
- (678822) 2017 XH34
- (678823) 2017 XX35
- (678824) 2017 XL36
- (678825) 2017 XM37
- (678826) 2017 XM38
- (678827) 2017 XU38
- (678828) 2017 XW38
- (678829) 2017 XB39
- (678830) 2017 XO39
- (678831) 2017 XU42
- (678832) 2017 XZ47
- (678833) 2017 XO52
- (678834) 2017 XQ52
- (678835) 2017 XJ53
- (678836) 2017 XN53
- (678837) 2017 XN54
- (678838) 2017 XG56
- (678839) 2017 XR56
- (678840) 2017 XO58
- (678841) 2017 XJ63
- (678842) 2017 XO63
- (678843) 2017 XP63
- (678844) 2017 XW63
- (678845) 2017 XG64
- (678846) 2017 XY65
- (678847) 2017 XT67
- (678848) 2017 XH69
- (678849) 2017 XN69
- (678850) 2017 XR69
- (678851) 2017 XE70
- (678852) 2017 XG70
- (678853) 2017 XV71
- (678854) 2017 XE72
- (678855) 2017 XP72
- (678856) 2017 XX72
- (678857) 2017 XD74
- (678858) 2017 XB78
- (678859) 2017 XK81
- (678860) 2017 XS88
- (678861) 2017 YH
- (678862) 2017 YN
- (678863) 2017 YN2
- (678864) 2017 YX2
- (678865) 2017 YK3
- (678866) 2017 YX6
- (678867) 2017 YM9
- (678868) 2017 YO9
- (678869) 2017 YF10
- (678870) 2017 YT11
- (678871) 2017 YW12
- (678872) 2017 YT13
- (678873) 2017 YV13
- (678874) 2017 YT14
- (678875) 2017 YC15
- (678876) 2017 YF15
- (678877) 2017 YG15
- (678878) 2017 YZ15
- (678879) 2017 YR21
- (678880) 2017 YQ22
- (678881) 2017 YU23
- (678882) 2017 YZ26
- (678883) 2017 YG27
- (678884) 2017 YO27
- (678885) 2017 YB28
- (678886) 2017 YH28
- (678887) 2017 YT28
- (678888) 2017 YQ35
- (678889) 2017 YK37
- (678890) 2017 YF38
- (678891) 2017 YK39
- (678892) 2017 YY39
- (678893) 2017 YP41
- (678894) 2017 YE43
- (678895) 2017 YA44
- (678896) 2017 YM45
- (678897) 2017 YA52
- (678898) 2017 YG70
- (678899) 2018 AG2
- (678900) 2018 AY2
- (678901) 2018 AR4
- (678902) 2018 AB5
- (678903) 2018 AV6
- (678904) 2018 AZ7
- (678905) 2018 AM8
- (678906) 2018 AV10
- (678907) 2018 AX10
- (678908) 2018 AC11
- (678909) 2018 AU14
- (678910) 2018 AZ16
- (678911) 2018 AB19
- (678912) 2018 AH22
- (678913) 2018 AO22
- (678914) 2018 AV22
- (678915) 2018 AD23
- (678916) 2018 AO23
- (678917) 2018 AE27
- (678918) 2018 AU27
- (678919) 2018 AQ28
- (678920) 2018 AQ29
- (678921) 2018 AM36
- (678922) 2018 AJ39
- (678923) 2018 AG41
- (678924) 2018 AY46
- (678925) 2018 AZ54
- (678926) 2018 AR62
- (678927) 2018 BP
- (678928) 2018 BA2
- (678929) 2018 BL2
- (678930) 2018 BO2
- (678931) 2018 BP7
- (678932) 2018 BP8
- (678933) 2018 BX8
- (678934) 2018 BZ8
- (678935) 2018 BH9
- (678936) 2018 BD10
- (678937) 2018 BP10
- (678938) 2018 BW10
- (678939) 2018 BC11
- (678940) 2018 BA13
- (678941) 2018 BJ13
- (678942) 2018 BL16
- (678943) 2018 BZ17
- (678944) 2018 BO18
- (678945) 2018 BB22
- (678946) 2018 BG24
- (678947) 2018 BF28
- (678948) 2018 BK30
- (678949) 2018 CZ4
- (678950) 2018 CE5
- (678951) 2018 CV5
- (678952) 2018 CP6
- (678953) 2018 CX6
- (678954) 2018 CJ7
- (678955) 2018 CK7
- (678956) 2018 CL7
- (678957) 2018 CB8
- (678958) 2018 CH10
- (678959) 2018 CJ10
- (678960) 2018 CK10
- (678961) 2018 CQ10
- (678962) 2018 CU10
- (678963) 2018 CQ11
- (678964) 2018 CC14
- (678965) 2018 CG16
- (678966) 2018 CE17
- (678967) 2018 CN18
- (678968) 2018 CP18
- (678969) 2018 CS18
- (678970) 2018 CD19
- (678971) 2018 CK19
- (678972) 2018 CB20
- (678973) 2018 DJ3
- (678974) 2018 EL
- (678975) 2018 EF3
- (678976) 2018 EH4
- (678977) 2018 EB5
- (678978) 2018 EJ6
- (678979) 2018 EZ6
- (678980) 2018 FR5
- (678981) 2018 FG18
- (678982) 2018 FE20
- (678983) 2018 FE22
- (678984) 2018 FE26
- (678985) 2018 FL28
- (678986) 2018 FV28
- (678987) 2018 FZ28
- (678988) 2018 FB39
- (678989) 2018 GY4
- (678990) 2018 GB6
- (678991) 2018 GL7
- (678992) 2018 GC9
- (678993) 2018 GN10
- (678994) 2018 GF21
- (678995) 2018 HE1
- (678996) 2018 JG
- (678997) 2018 JE3
- (678998) 2018 JP3
- (678999) 2018 JS3
- (679000) 2018 JT3